# Тиганов, Александр Сергеевич
Александр Сергеевич Тиганов (10 мая 1931, Москва — 4 марта 2019, Москва) — советский и российский психиатр, профессор, доктор медицинских наук, академик Российской академии медицинских наук, автор более 200 научных публикаций, заслуженный деятель науки РФ (2006).
Директор Научного центра психического здоровья РАМН с 1993 г. по март 2015 г., член президиума Общества психиатров и наркологов России, заведующий кафедрой психиатрии Российской медицинской академии постдипломного образования, эксперт Всемирной организации здравоохранения по проблемам психического здоровья и последипломного образования.
Главный редактор журнала «Психиатрия», член редколлегии «Журнала неврологии и психиатрии имени С. С. Корсакова», «Русского медицинского журнала».
Являлся главным специалистом Медицинского центра Управления делами Президента РФ, награждён орденом Почёта (2001), медалями.
Скончался 4 марта 2019 года. Похоронен на Никольском кладбище в Балашихе Московской области (участок 2).

## Книги
- А. С. Тиганов. Общая психопатология. — 2008
- Тиганов, А. С., Снежневский А. В., Орловская Д. Д. и другие. Руководство по психиатрии / Под ред. А. С. Тиганова. — М.: Медицина, 1999. — 10 000 экз. — ISBN 5-225-02676-1.
- Тиганов А. С. Творчество и психическое здоровье. — М.: Медицинское Информационное Агентство, 2016. — 120 с. + вкл. 16 с. — IBSN 978-5-9986-0266-5